# Damián Markel
Damián Nehemías Markel (n. 05 de septiembre de 1998, General Ramírez, Provincia de Entre Ríos) es un piloto argentino de automovilismo de velocidad. Iniciado en el ámbito del karting, desarrolló esta actividad compitiendo en diferentes categorías de su provincia, para luego debutar en el automovilismo argentino a nivel profesional. Dicho debut se produjo en el año 2014, en la categoría de monoplazas Fórmula Metropolitana. Compitió más tarde en las divisionales TC Pista Mouras y TC Mouras, coronándose subcampeón de la primera en el año 2017. A su vez, en 2017 fue invitado por su colega Nicolás González para participar en la competencia de los 1000 km de Buenos Aires, propiciándose de esa forma su debut en el Turismo Carretera.

## Biografía
Su carrera deportiva inició en el año 2006, cuando a sus 8 años debutó en la categoría 50 cm³ en la localidad de Nogoyá, Entre Ríos. En ella se mantuvo hasta el año 2008, año en el que debuta en la divisional de 70 cm³ y donde compitió hasta el año 2010. En este mismo año, debutó a nivel provincial en la divisional 125 Súper Promo del Karting Entrerriano.
En 2011 debuta en la divisional Pro Kart, dentro de la escudería de Daniel Schiany, mientras que en 2012 conquista su primer título al proclamarse campeón en la categoría 125 Light del Zonal Victoriense. En el año 2013 compitió en las categorías 125 light y 125 Libre Internacional del Karting Entrerriano, peleando ambos campeonatos y quedando subcampeón en ambas instancias. En 2014 vuelve a participar en estas dos categorías repitiendo el subcampeonato en la división Internacional, pero conquistando el campeonato de la división Light, en ambas, con preparación de la Familia Montiel.
Tras estas experiencias y a la par de sus incursiones en el karting, en 2014 debuta en la categoría nacional de monoplazas Fórmula Metropolitana, teniendo su debut dentro de la escuadra CB Racing. A partir de esta temporada, comenzó a alternar sus participaciones en la Metropolitana con sus incursiones en el kart, participando en la categoría 125 Libre Internacional. En cuanto a la Fórmula, sobre finales de 2015 resolvió cambiar de escudería al pasar a competir en el equipo de Tati Urruticoechea, logrando al mismo tiempo su primera victoria en la divisional. En 2016, alcanzó la marca de 4 victorias consecutivas, obteniendo el récord de mayor número de competencias ganadas de esa manera, logrando un número final de 6 victorias en la categoría.
Sus actuaciones en la Fórmula Metropolitana le valieron el ascenso a la divisional TC Pista Mouras de la Asociación Corredores de Turismo Carretera, donde debutó en el año 2017, desarrollando al mismo tiempo su primera experiencia en una categoría de turismos. En esta divisional debutó al comando de un Ford Falcon atendido por la escuadra de Alejandro Garófalo, donde rápidamente se convirtió en protagonista para la lucha por el título al conquistar 3 victorias en el año, logrando además el pasaporte a la etapa de definición del campeonato. Sin embargo, a pesar de su arrollador arranque, durante el desarrollo de la eliminatoria no consiguió repetir la performance demostrada en la Etapa Regular, quedando en la tercera colocación entre los aspirantes a la corona, pero conquistando el subcampeonato en el torneo global, por detrás del eventual campeón Lucas Panarotti. Por otra parte, durante el transcurso de la temporada se produjo su debut en el Turismo Carretera, donde recibió una invitación de parte del piloto Nicolás González para competir al comando de un Torino Cherokee, en la carrera de los 1000 km de Buenos Aires.
Tras obtener el subcampeonato del TC Pista Mouras, en 2018 ascendió a la divisional TC Mouras, donde compitió dentro de la misma escudería y con el mismo vehículo con el que obtuvo el subcampeonato del TCPM. A la par de ello, nuevamente fue invitado para la edición 2018 de los 1000 km de Buenos Aires, recibiendo en esta oportunidad invitación de parte del piloto Juan Bautista De Benedictis.

## Trayectoria
| Año       | Categoría                                       | Automóvil       |
| --------- | ----------------------------------------------- | --------------- |
| 2006-2016 | Piloto de karts                                 | Karting         |
| 2014      | Debut en Fórmula Metropolitana, 6 carreras      | Crespi-Renault  |
| 2015      | Fórmula Metropolitana                           | Crespi-Renault  |
| 2016      | Fórmula Metropolitana                           | Crespi-Renault  |
| 2017      | TC Pista Mouras, debut y subcampeonato          | Ford Falcon     |
| 2017      | Invitado, 1000 km de Buenos Aires (debut en TC) | Torino Cherokee |
| 2018      | Debut en TC Mouras                              | Ford Falcon     |
| 2018      | Invitado, 1000 km de Buenos Aires               | Ford Falcon     |
| 2019      | Debut en TC Pista                               | Dodge Cherokee  |
| 2019      | Debut en TC Pista                               | Ford Falcon     |

- [10]

### Trayectoria en TC Pista Mouras
| Temporadas             | Temporadas  | Fechas | Fechas | Fechas | Fechas | Fechas | Fechas | Fechas | Fechas | Fechas | Fechas | Fechas | Fechas | Fechas | Fechas | Fechas | Posiciones finales |
| Equipos                | Automóvil   | Fechas | Fechas | Fechas | Fechas | Fechas | Fechas | Fechas | Fechas | Fechas | Fechas | Fechas | Fechas | Fechas | Fechas | Fechas | Posiciones finales |
| ---------------------- | ----------- | ------ | ------ | ------ | ------ | ------ | ------ | ------ | ------ | ------ | ------ | ------ | ------ | ------ | ------ | ------ | ------------------ |
| 2017                   | 2017        | 01     | 02     | 03     | 04     | 05     | 06     | 07     | 08     | 09     | 10     | 11     | 12     | 13     | 14     | 15     | 2º (450.00 puntos) |
| A. Garófalo Motorsport | Ford Falcon | 22     | 2º     | 19     | 1º     | 5º     | 1º     | 1º     | 6º     | 5º     | 9º     | 6º     | 4º     | 27     | 5º     | 6º     | 2º (450.00 puntos) |

### Trayectoria en TC Mouras
| Temporadas             | Temporadas  | Fechas | Fechas | Fechas | Fechas | Fechas | Fechas | Fechas | Fechas | Fechas | Fechas | Fechas | Fechas | Fechas | Fechas | Fechas | Posiciones finales |
| Equipos                | Automóvil   | Fechas | Fechas | Fechas | Fechas | Fechas | Fechas | Fechas | Fechas | Fechas | Fechas | Fechas | Fechas | Fechas | Fechas | Fechas | Posiciones finales |
| ---------------------- | ----------- | ------ | ------ | ------ | ------ | ------ | ------ | ------ | ------ | ------ | ------ | ------ | ------ | ------ | ------ | ------ | ------------------ |
| 2018                   | 2018        | 01     | 02     | 03     | 04     | 05     | 06     | 07     | 08     | 09     | 10     | 11     | 12     | 13     | 14     | 15     | En disputa         |
| A. Garófalo Motorsport | Ford Falcon | 3º     | 5º     | 25     | 21     | 10     | 3º     | 1º     | 1º     |        |        |        |        |        |        |        | En disputa         |

## Palmarés
| Título     | Categoría       | Modelo      | Año  |
| ---------- | --------------- | ----------- | ---- |
| Subcampeón | TC Pista Mouras | Ford Falcon | 2017 |